# Perizoma vinculata
Perizoma vinculata är en fjärilsart som beskrevs av Otto Staudinger 1896. Perizoma vinculata ingår i släktet Perizoma och familjen mätare. Inga underarter finns listade i Catalogue of Life.